# トリスミ集成材
トリスミ集成材株式会社（トリスミしゅうせいざい、TORISUMI Co.,Ltd.）は、奈良県五條市に本社を置き、集成材の製造・販売を手掛けている日本の企業。村地綜合木材の100%子会社。
本稿では、村地綜合木材の子会社である新社と、2017年8月まで事業を手掛け、後にTS商事株式会社へ商号変更された旧社の両方について記述する。

## 概要
1946年3月に面皮柱磨丸太銘木商貝本商店として創業。1965年1月に旧社が設立。日本でいち早く集成材の製造を始めたメーカーであり、奈良県内トップクラスの集成材メーカーとして、主に北米から輸入材を使用して木造住宅用集成材の製造・販売を行っている他、木造建築物の施工も手掛けている。
1996年12月期には102億1059万円の売上があった。しかし、少子高齢化や新設住宅着工戸数がピーク時からほぼ半減したことなどからそ、その後の業績は低迷。さらに、1992年1月に五條市に完成した新工場などの設備投資による借入負担も経営の重荷となり、財務面でも悪化の一途をたどった。2016年3月期の売上も48億6693万円にまで落ち込み、同時に約3億8000万円の営業損失を計上するなど収益面でも悪化。
このため旧社は、奈良県中小企業再生支援協議会を中心に金融機関と連携して経営改善に取り組んでいたが、単独での経営再建は困難と判断。このため旧社は、2017年5月30日にメインバンクである南都銀行と商工組合中央金庫、スポンサー企業である村地綜合木材の連名で地域経済活性化支援機構へ支援を要請。同日付で地域経済活性化支援機構から支援決定を受けた。
村地綜合木材は旧社の事業を譲受する新会社として、2017年6月12日にトリスミ集成材分割準備株式会社を設立。トリスミ集成材分割準備は同年9月1日付で旧社から全事業を譲受したと同時に、商号をトリスミ集成材株式会社（新社）へ変更した。新社の社長は村地綜合木材の社長が兼務する。旧社が手掛けていた事業は村地綜合木材傘下の下で再建が図られることになる。
旧社は新社への事業譲渡の当日である2017年9月1日にTS商事株式会社へ商号変更。TS商事は2018年5月31日に解散を決議したと同時に、本店所在地を大阪府羽曳野市へ移転した。TS商事は同年10月10日に大阪地方裁判所から特別清算開始決定を受けた。TS商事の負債総額は約42億8000万円。
TS商事は2019年1月9日に法人格が消滅した。

## 沿革

### 旧：トリスミ集成材→TS商事
- 1946年3月 - 面皮柱磨丸太銘木商貝本商店として創業。
- 1965年1月 - 株式会社鳥住銘木工業所として法人へ改組。
- 1968年4月 - 大阪府美原町にトリスミ特殊集成材株式会社を設立。
- 1976年11月 - トリスミ特殊集成材を吸収合併。同時に商号をトリスミ集成材株式会社へ変更。
- 1992年1月 - 奈良県五條市に新工場完成。
- 2004年2月 - トリスミ住宅資材株式会社を設立。
- 2017年
  - 5月30日 - 地域経済活性化支援機構からの支援が決まる。
  - 9月1日 - 村地綜合木材が設立したトリスミ集成材株式会社（新社）へ全事業を譲渡して事業停止。同時に旧社の商号をTS商事株式会社へ変更。
- 2018年
  - 5月31日 - 株主総会で解散を決議。TS商事の本店所在地を大阪府羽曳野市へ移転。
  - 10月10日 - TS商事が大阪地方裁判所から特別清算開始決定を受ける。
  - 2019年1月9日 - TS商事の法人格消滅。

### 新：トリスミ集成材
- 2017年
  - 6月12日 - 村地綜合木材が、トリスミ集成材（旧社）の事業を譲受する新会社としてトリスミ集成材分割準備株式会社を設立。
  - 9月1日 - トリスミ集成材（旧社）から事業を譲受して事業を開始。同時に商号をトリスミ集成材株式会社（新社）へ変更。
- 2021年3月11日 - 福岡SUNSのスポンサーとなる[5]。

## 関連会社
- トリスミ住宅資材株式会社
- 株式会社フクカミ